# Blue Island (Illinois)
Blue Island je grad u američkoj saveznoj državi Ilinois. Prema popisu stanovništva iz 2010. u njemu je živjelo 23.706 stanovnika.